# Революція в Італії (1848—1849)
Революція 1848—1849 в Італії — соціальна революція, спрямована на ліквідацію феодалізму, визволення від іноземного (австрійського) панування, подолання феодальної роздрібненості та створення єдиної національної італійської держави. Була частиною Весни народів. 
Початок революції поклало народне повстання 12 січня 1848 в Палермо. На її першому етапі (січень — серпень 1848 p.), були введені конституції в Королівстві Обох Сицилій, Сардинському королівстві, Тоскані, Папській області; внаслідок народного повстання скинули австрійське ярмо Ломбардія та Венеція; почалася Перша італійська війна за незалежність. На другому етапі (осінь 1848 — серпень 1849 р.) народні повстання в Венеції, Тоскані, Папській області привели до влади демократів, були проведені прогресивні реформи, найбільш радикальні в Римській республіці 1849 р. Однак перемогу здобула внутрішня та зовнішня контрреволюція.
Незважаючи на свою поразку, революція стала важливою передумовою об'єднання Італії 1858-70 рр.

## Події

Мапа роздробленої Італії (1815—1870)

### I етап
Початок революції поклало народне повстання 12 січня 1848 в Палермо (Королівство Обох Сицилій). Влада швидко перейшла від Бурбонів до рук Тимчасового уряду, хоч Бурбони й залишалися правити формально.
З успіхом повстання у Палермо в січні 1848 року народні виступи почалися по всій Італії. Вони почалися навіть у Ломбардії, та у Венеційській області, що перебувала під контролем Австрійської імперії. Проти італійців було послане військо на чолі з Йозефом Радецьким, проте народні виступи не припинилося.
У березні 1848 року, в результаті народних повстань, скинули австрійське ярмо Ломбардія та Венеція, а у герцогствах Пармському й Моденському була повалена влада проавстрійських правителів.
У середині березня почалася революція у Відні. Як тільки новини про це досягли Італії, міланці підняли повстання.

#### П'ять днів Мілана

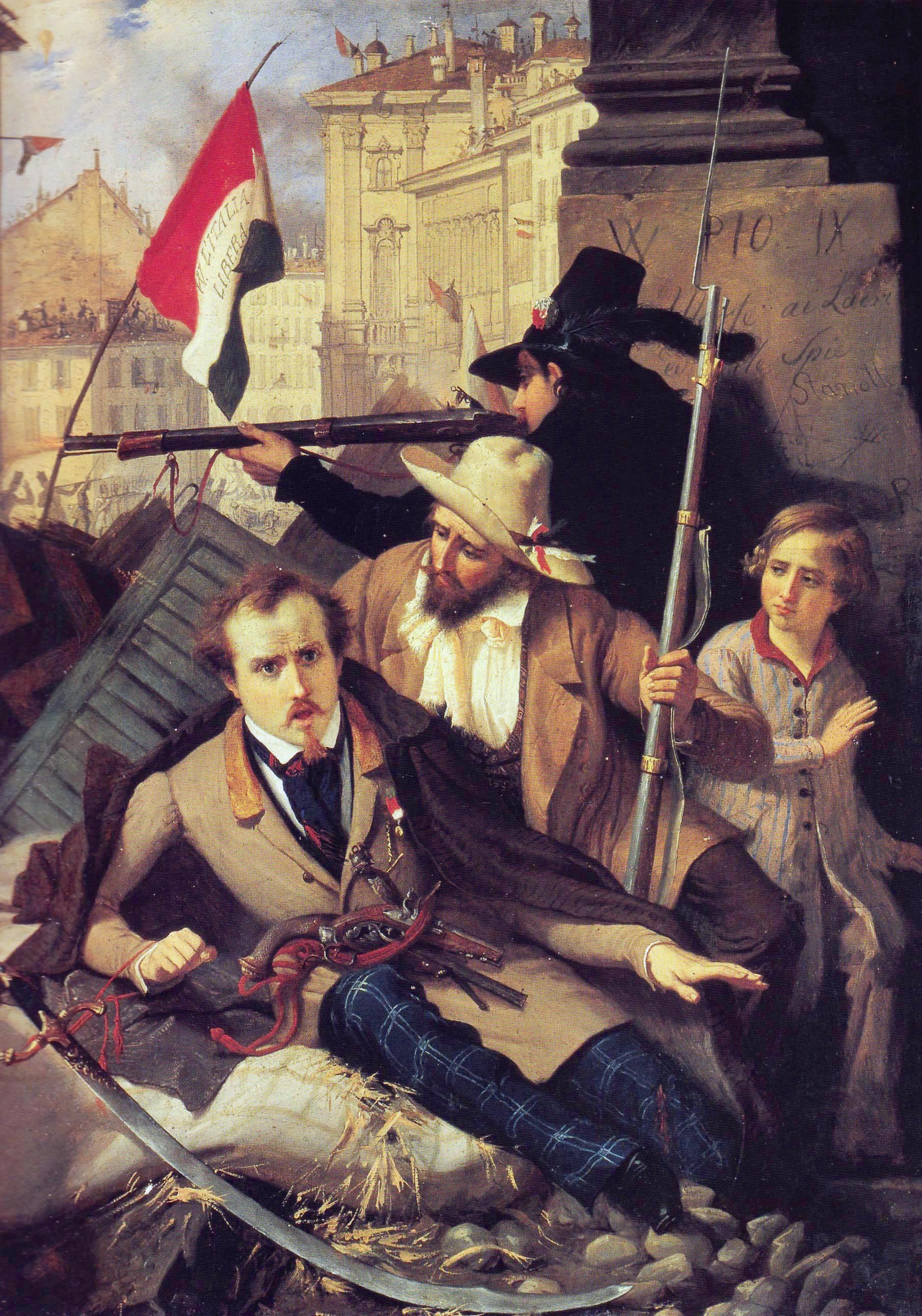
Епізод з П'яти днів Мілана. Худ. Бальдассаре Верацці

Майже одночасно з народними повстаннями 1848 року в Ломбардо-Венеційському королівстві, 18 березня того ж року повстав і Мілан. Це стало першим свідченням того, наскільки ефективно народна ініціатива, керована членами Рісорджименто, змогла вплинути на Карла Альберта Сардинського.
18 березня повсталі міланці захопили владу в місті у свої руки. Було захоплено міську ратушу й утворено військову раду, яка грала роль тимчасового уряду. Почала створюватися національна гвардія, до участі в якій закликали навіть дітей. Повстанням керував молодий республіканець — мадзиніст Чернісскі. Все місто боролося на вулицях, зводячи барикади, стріляючи з вікон і дахів, і закликаючи сільське населення приєднатися до них. Населення підтримав архиєпископ й щонайменше 100 священиків приєдналися до боротьби проти австрійців. На барикадах було встановлено погруддя Папи Пія IX. Було сформовано тимчасовий уряд Мілану, який очолив подеста Ґабріо Казаті та військова рада на чолі з Карло Каттанео.
Австрійський гарнізон у Мілані був добре оснащений і командував ним досвідчений генерал Йозеф Радецький, який не мав наміру підкорятися повстанню.
19 березня на всіх вулицях Мілана було споруджено барикади. Йозеф Радецький, який мав 15-тисячне військо, за всіма правилами військової стратегії зайняв форти, що оточували місто. Повсталі жителі Мілана мали мало зброї і озброювалися, хто чим міг. Зокрема, на барикадах стояли жінки і діти.

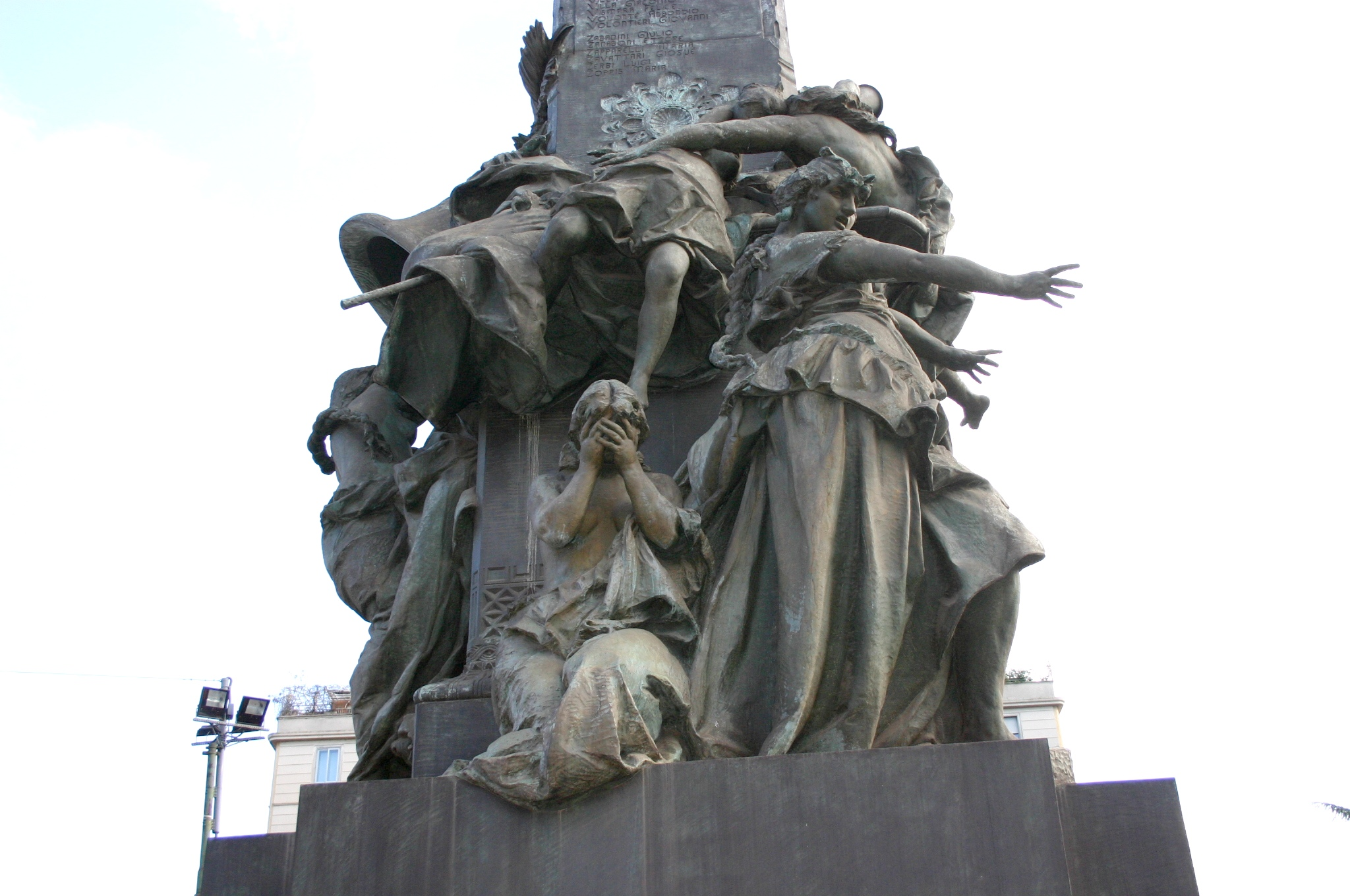
Скульптура в основі обеліска-пам'ятника «П'ять днів Мілану» в пам'ять про народне повстання 1848 року проти австрійського панування, скульптор Джузеппе Гранді.

20 і 21 березня австрійські війська з усіх боків обстрілювали місто. З передмість окремі загони озброєних жителів проривалися на допомогу городянам.
Радецький бачив, що в центрі міста важко чинити опір в умовах облоги, але, побоюючись нападу п'ємонтської армії та селян, він вважав за краще відступити після того, як втратив контроль над районом міста Порта Тоза (тепер Порта Вітторія) на користь повстанців. Увечері 22 березня австрійці відступили до «Квадрілатеро» (укріпленої зони, що складалася з чотирьох міст — Верони, Леньяго, Мантуї та Песк'єра-дель-Гарда), забравши з собою кількох заручників, заарештованих на початку повстання. Тим часом решта ломбардської та венеціанської території залишалася вільною.

#### Початок війни за незалежність
В умовах стрімкого зростання патріотичного руху почалася Перша італійська війна за незалежність. Однак тактика верховного головнокомандувача італійськими військами Карла Альберта Сардинського та його оточення, спричинена династичними корисливими цілями, а також страхом перед народною війною, яка назрівала, послабили табір революції, що своєю чергою дало можливість підняти голову внутрішньо феодально-монархічній контрреволюції. 29 квітня Пій IX виступив із закликом про припинення війни з Австрією. 15 травня був здійснений контрреволюційний переворот в Неаполі. Після поразки під Кустоцією (25 липня) Карл Альберт уклав ганебне перемир'я, яке повернуло Ломбардію та Венецію під владу австрійських Габсбургів.

### II етап
Восени 1848 розгорнувся 2-й етап революції, оскільки революцціонерами була висунута програма демократичної перебудови й об'єднання країни, що передбачала розгортання народної війни проти Австрійської імперії та скликання Всеіталійських установчих зборів для розв'язання питання про майбутній державний устрій Італії. Мадзіністи вимагали проголошення єдиної Італійської республіки. Опорними центрами відновленої революційної боротьби стали Венеція й Тоскана, де в результаті народних виступів до влади прийшли представники демократичного національно-революційного руху, а з листопада 1848 — Папська держава. 16 листопада 1848 року в Римі спалахнуло народне повстання, в результаті якого утворився світський уряд.

### Проголошення Римської республіки
9 лютого 1849 була проголошена Римська республіка. На її чолі став Тріумвірат (з березня ним керував Джузеппе Мадзіні). Соціально-економічне законодавство тріумвірату (найпрогресивніше часів революції) відображало певною мірою вимоги соціальних верств, які були надійною опорою республіки. З огляду на інтереси міської дрібної буржуазії, воно було направлено на розвиток торгівлі й ремесла (чому повинні були сприяти скасування податків і звільнення крамарів від сплати заборгованості скарбниці). З метою поліпшення життєвих умов бідноти було встановлено тверді ціни на сіль, вжито заходів щодо організації громадських робіт (щоб зменшити безробіття), а бідняки були переселені до реквізованих церковних будівель. Найважливішим був закон, що передбачав націоналізацію церковних земель і передачу значної їхньої частини у вічну оренду найбіднішому селянству. Це була єдина спроба упродовж всієї революції відгукнутися на потреби селян. Нарешті, особливим законом було забезпечено озброєння народу для боротьби з окупантами та іншими.
Обмеженість демократичного руху різко виявилася в Тоскані й Венеційській республіці. Тосканські тріумвіри не наважилися офіційно проголосити республіку в Тоскані. Вони чинили опір також об'єднанню Тоскани з республіканським Римом. Аналогічну позицію зайняв венеційський Тріумвірат (Д. Манін та ін.)

### III етап
20 березня знову почалася війна проти Австрії. Але три дні по тому армія Карла Альберта зазнала поразки при Новарі. Військовою катастрофою скористалася зовнішня і внутрішня контрреволюція. У травні 1849 австрійська армія зайняла Флоренцію, де ще до цього стався монархічний переворот. Війська неаполітанських Бурбонів, що були вигнані в 1848 році з острова Сицилія, знову опанували островом. 3 липня 1849 об'єднаними силами європейської контрреволюції (Франції, Австрії, Іспанії, Королівства обох Сицилії) була розгромлена Римська республіка, в героїчній обороні якої величезну роль зіграв Джузеппе Гарібальді. Останньою (22 серпня) впала, затиснута в кільце облоги Венеція. Разом з падінням Венеційської Республіки революція в Італії завершилась.

### Причини поразки
Поразка революції була спричинена низкою причин. Найвищий її підйом збігся з періодом спаду революційного руху в Європі, що сприяло створенню інтервенціоністського блоку держав. Послабив революцію також брак єдності між окремими її вогнищами. Проте одна з основних причин поразки революції полягала в тому, що буржуазія, в тому числі й найпрогресивніші її шари, не змогли здійснити до кінця свою роль гегемона, здійснити поставлені історією завдання.
Попри поразку у 1848—49 роках, революція в Італії мала значний вплив на подальший розвиток визвольного руху італійського народу. Це була перша соціальна революція, що розгорнулася в Італії в загальнонаціональному масштабі. Виявивши революційну самодіяльність мас, вона збагатила італійський народ бойовим досвідом і зміцнила традиції боротьби за незалежність, демократію і свободу Італії.